# Lijst van burgemeesters van Oude en Nieuwe Struiten
Dit is een lijst van burgemeesters van de voormalige Nederlandse gemeente Oude en Nieuwe Struiten.
| Ambtsperiode | Naam burgemeester                               | Partij of stroming | Bijzonderheden   |
| ------------ | ----------------------------------------------- | ------------------ | ---------------- |
| 1817 - 1849  | Louis Mijnard van Kruijne                       |                    | schout 1817-1825 |
| 1850 - 1851  | Johan Wilhelm Hein                              |                    |                  |
| 1852         | Jhr. Mr. Euard Hugo Marie von Daehne van Varick |                    |                  |
| 1852 - 1855  | Adrianus Rudolphus Kraijenhoff van de Leur      |                    |                  |

Per 1 september 1855 werd de gemeente Oude en Nieuwe Struiten samengevoegd met de voormalige gemeente Nieuw-Helvoet.